# 大叶钩藤
大叶钩藤（学名：Uncaria macrophylla）为茜草科钩藤属下的一个种。

## 扩展阅读
- 維基物種上的相關：大叶钩藤

## 外部連結
- 大葉鉤藤 Dayegouteng （页面存档备份，存于） 藥用植物圖像數據庫 (香港浸會大學中醫藥學院) （中文）（英文）